# GrW 42型120毫米迫击炮
120mm GrW 42型迫擊炮(德語:12 cm Granatwerfer 42，直譯為12厘米42式榴彈投擲器)，是一款由納粹德國在第二次世界大戰期間研發和使用的重型迫擊炮。